# Андромеда (митология)
Вижте пояснителната страница за други значения на Андромеда.
Андромеда в древногръцката митология е дъщеря на царя и царицата на Етиопия, Цефей и Касиопея, но като мястото на действие на свързаната с нея легенда е посочван и древногръцкият град Аргос. Според нея, морският бог Посейдон е решен да накаже Касиопея за твърденията ѝ (явно тълкувани като проява на хюбрис), че е по-красива от нереидите (дъщери на божествата Нерей и Дорида). Затова той изпраща в околностите на столицата морско чудовище, което напада хората. Името на съществото (вероятно демонизиран образ на богинята Кето) е Кетос/Кит. Начинът да се усмири (според оракула на бог Амон в оазиса Сиуа) се оказва този да му бъде принесена в жертва наследилата хубостта на майка си Андромеда, изобразявана като млада жена, което предполага Касиопея да е приближавала или да е достигнала вече зряла възраст и хвалбите ѝ да са се отнасяли по-скоро за красотата на нейната щерка. Според митологията, връзват девойката към скала край брега на морето за да я изяде чудовището, въпреки че целта би могла да бъде и да се удави по време на прилива или да стане храна на акулите.
Андромеда не загива защото на помощ ѝ се притичва героят Персей, който вкаменява животното, използвайки главата на Медуза Горгона (поглеждането в лицето на която действа винаги по този начин, но той я носи в специално пригодена за това торба и сам е в безопасност), и я връща на родителите ѝ. Той се е влюбил в Андромеда и я поисква от тях за жена, но девойката е вече сгодена и с убиването на Кетос сватбата отново става актуална. Персей се намесва в тържеството и неутрализира съперника си и дружината му, отново като ги превръща в камъни, след което отвежда със себе си принцесата.

Отиват на остров Серифос, където Персей живее с майка си Даная и осиновителя си Диктис. Там Персей ликвидира и местния цар Полидект, който за да не му пречи в ухажването на Даная, го е изпратил на поначало сигурна смърт в битка с горгоната. Поставя на власт Дикстис, а сам отива в Аргос, където се надява да се срещне със стария цар Акрисий, негов дядо по майка, и евентуално да бъде подкрепен от него в претенциите си към трона му, но изглежда Андромеда остава на Серифос, а героят така и не става цар на Аргос. По-късно Персей е владетел на Тиринт, а може би и на Микена. Андромеда вероятно и тогава е негова съпруга и съответно – царица на тези и други негови владения. Заедно имат няколко деца. Според Хезиод те са Електрион, Алкей и Стенел, но в Митологическата библиотека на Аполодор се споменават и като родители на Перс и Нелей, както и на момиче на име Горгофона (предполагаемо със значението „убийца на горгона“). Чрез Стенел и Електрион, Персей и Андромеда са предци съответно на цар Евристей и на неговия роб Херакъл/Херкулес.

- „Андромеда“ (1869 г.), Едуард Пойнтер
- Джорджо Вазари, „Персей и Андромеда“, 1570 г.